# Старий Нарт
Старий Нарт (пол. Stary Nart) — село в Польщі, у гміні Єжове Ніжанського повіту Підкарпатського воєводства.
Населення — 373 особи (2011).
У 1975-1998 роках село належало до Тарнобжезького воєводства.

## Демографія
Демографічна структура станом на 31 березня 2011 року:
|          | Загалом | Допрацездатний вік | Працездатний вік | Постпрацездатний вік |
| -------- | ------- | ------------------ | ---------------- | -------------------- |
| Чоловіки | 200     | 41                 | 138              | 21                   |
| Жінки    | 173     | 32                 | 107              | 34                   |
| Разом    | 373     | 73                 | 245              | 55                   |